# Montagny-près-Louhans
Montagny-près-Louhans és un municipi francès, situat al departament de Saona i Loira i a la regió de Borgonya - Franc Comtat. L'any 2007 tenia 442 habitants.

## Demografia

### Població
El 2007 la població de fet de Montagny-près-Louhans era de 442 persones. Hi havia 177 famílies, de les quals 46 eren unipersonals (23 homes vivint sols i 23 dones vivint soles), 54 parelles sense fills, 69 parelles amb fills i 8 famílies monoparentals amb fills.
La població ha evolucionat segons el següent gràfic:
Habitants censats

### Habitatges
El 2007 hi havia 228 habitatges, 179 eren l'habitatge principal de la família, 36 eren segones residències i 13 estaven desocupats. 218 eren cases i 9 eren apartaments. Dels 179 habitatges principals, 137 estaven ocupats pels seus propietaris, 37 estaven llogats i ocupats pels llogaters i 5 estaven cedits a títol gratuït; 2 tenien una cambra, 8 en tenien dues, 20 en tenien tres, 68 en tenien quatre i 81 en tenien cinc o més. 152 habitatges disposaven pel capbaix d'una plaça de pàrquing. A 76 habitatges hi havia un automòbil i a 89 n'hi havia dos o més.

### Piràmide de població
La piràmide de població per edats i sexe el 2009 era:
| Homes | Edats   | Dones |
| ----- | ------- | ----- |
| 0     | 95 o +  | 0     |
| 0     | 90 a 94 | 8     |
| 4     | 85 a 89 | 8     |
| 0     | 80 a 84 | 0     |
| 0     | 75 a 79 | 4     |
| 4     | 70 a 74 | 4     |
| 24    | 65 a 69 | 16    |
| 16    | 60 a 64 | 8     |
| 4     | 55 a 59 | 8     |
| 8     | 50 a 54 | 12    |
| 12    | 45 a 49 | 8     |
| 8     | 40 a 44 | 12    |
| 24    | 35 a 39 | 20    |
| 16    | 30 a 34 | 16    |
| 8     | 25 a 29 | 8     |
| 4     | 20 a 24 | 8     |
| 12    | 15 a 19 | 12    |
| 16    | 10 a 14 | 4     |
| 8     | 5 a 9   | 20    |
| 16    | 0 a 4   | 12    |

## Economia
El 2007 la població en edat de treballar era de 281 persones, 222 eren actives i 59 eren inactives. De les 222 persones actives 202 estaven ocupades (115 homes i 87 dones) i 21 estaven aturades (12 homes i 9 dones). De les 59 persones inactives 29 estaven jubilades, 20 estaven estudiant i 10 estaven classificades com a «altres inactius».

### Ingressos
El 2009 a Montagny-près-Louhans hi havia 185 unitats fiscals que integraven 472 persones, la mediana anual d'ingressos fiscals per persona era de 15.992 €.

### Activitats econòmiques
Dels 9 establiments que hi havia el 2007, 6 eren d'empreses de construcció, 1 d'una empresa de comerç i reparació d'automòbils, 1 d'una empresa d'hostatgeria i restauració i 1 d'una empresa classificada com a «altres activitats de serveis».
Dels 7 establiments de servei als particulars que hi havia el 2009, 1 era un paleta, 1 guixaire pintor, 1 fusteria, 2 lampisteries, 1 electricista i 1 restaurant.
L'any 2000 a Montagny-près-Louhans hi havia 12 explotacions agrícoles que ocupaven un total de 273 hectàrees.

## Equipaments sanitaris i escolars
El 2009 hi havia una escola elemental integrada dins d'un grup escolar amb les comunes properes formant una escola dispersa.

## Poblacions més properes
El següent diagrama mostra les poblacions més properes.